# Recherche et destruction
Pour les articles homonymes, voir Search and destroy et Seek and destroy.

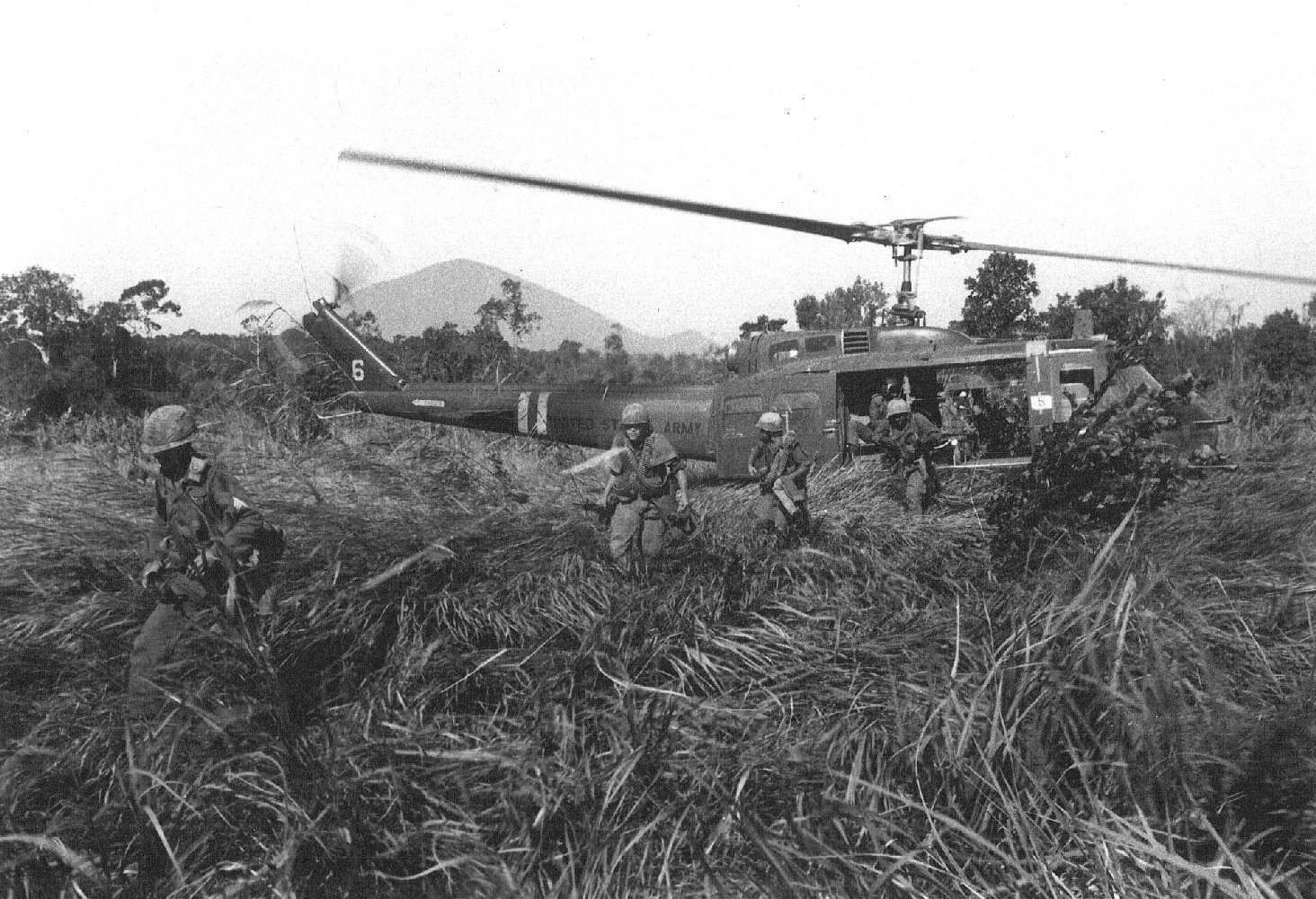
Soldats américains transportés par un hélicoptère Huey en territoire hostile pendant l'opération Attleboro (14 septembre-24 novembre 1966) menée pendant la guerre du Viêt Nam.

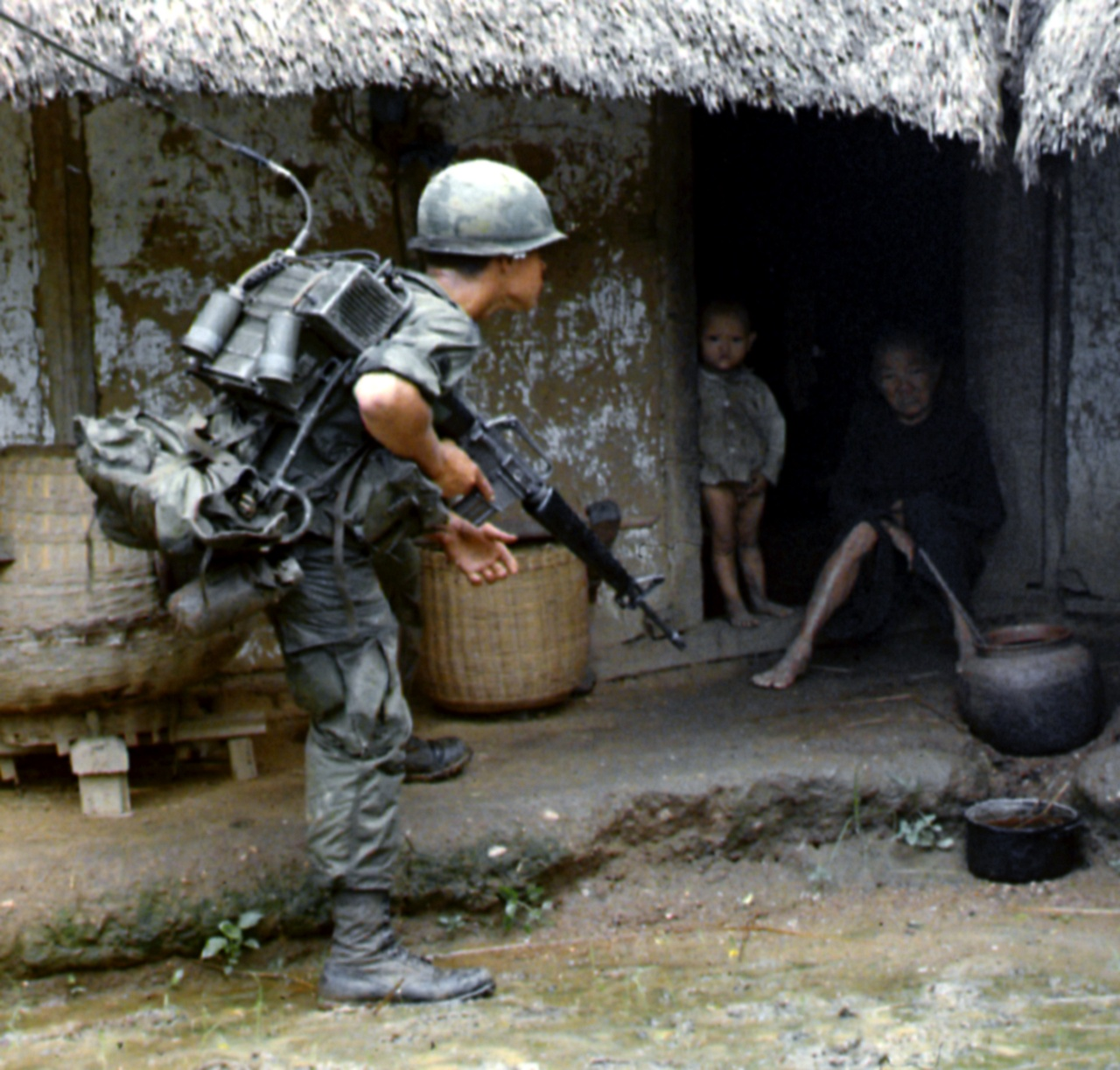
Soldat américains inspectant des habitations vietnamiennes à la recherche de Việt Cộng.

Recherche et destruction (de l'anglais search and destroy ou seek and destroy, de sens identique, abrégé en S&D) est une stratégie militaire mise en œuvre pour la première fois pendant la guerre du Viêt Nam.
Elle vise à introduire des forces terrestres en territoire hostile, chercher l'ennemi, le détruire et se retirer immédiatement après. Elle se base sur l'emploi de l'hélicoptère comme moyen de déploiement et s'effectue dans le cadre d'opérations de contre-guérilla.
Ce genre d'opérations est généralement mené par des compagnies ou de forces spéciales équipées d'armes légères et d'explosifs tels le TNT et le C-4.

## Exemples
- Lors de l'opération Junction City les Américains détruisirent des tonnes de riz, tuèrent 720 combattants et firent 213 prisonniers.
- Des opérations similaires furent menées par l'armée américaine lors des guerres d'Irak et d'Afghanistan.